# John Rhys-Davies
John Rhys-Davies (n. 5 mai 1944, Ammanford⁠(d), Țara Galilor, Regatul Unit) este un actor galez cel mai cunoscut pentru rolul lui Gimli din seria de filme Stăpânul Inelelor (Lord of the Rings) sau carismaticul arab Sallah din filmele cu Indiana Jones. A mai jucat roluri ca agentul Michael Malone din refacerea din 1993 a serialului TV din anii 1950 Incoruptibilii (The Untouchables), pilotul Vasco Rodrigues din miniserialul Shogun, profesorul Maximillian Arturo din Călătorii în lumi paralele (Sliders), regele Richard I din Robin Hood, generalul Leonid Pușkin din filmul cu James Bond Cortina de fier și Macro din serialul BBC Eu, Claudius. 
Ca actor de voce, a interpretat rolurile Cassim din producția Disney Aladdin și regele hoților (Aladdin and the King of Thieves), Man Ray din Buretele Bob Pantaloni Pătrați (SpongeBob SquarePants) și Tobias din jocul video Freelancer.

## Filmografie

### Filme
| An   | Film                                          | Rol                         | Note |
| ---- | --------------------------------------------- | --------------------------- | --- |
| 1974 | Șapte zile de coșmar                          | Fake Military Policeman     | Nemenționat |
| 1975 | The Naked Civil Servant                       | Barndoor                    | |
| 1979 | O privighetoare a cântat în Berkeley Square   | Solicitor                   | |
| 1981 | Indiana Jones și căutătorii arcei pierdute    | Sallah                      | |
| 1982 | Best Revenge                                  | Mustapha                    | |
| 1982 | Ivanhoe                                       | Front de Bœuf               | |
| 1982 | Victor Victoria                               | Andre Cassell               | |
| 1982 | The Island of Adventure                       | Smith                       | |
| 1983 | Sahara                                        | Rasoul                      | |
| 1983 | Sadat                                         | Gamal Abdel Nasser          | |
| 1984 | Legenda cavalerului                           | Baron Fortinbras            | |
| 1985 | Minele regelui Solomon                        | Dogati                      | |
| 1986 | Paznicul muntelui de aur (Firewalker)         | Corky Taylor                | |
| 1987 | Cortina de fier                               | General Leonid Pushkin      | |
| 1988 | Waxwork                                       | Werewolf                    | |
| 1989 | Indiana Jones și ultima cruciadă              | Sallah                      | |
| 1989 | Marile speranțe                               | Joe Gargery                 | |
| 1991 | Întoarcerea Fiarei                            |                             | |
| 1992 | Mini Agentul secret                           | Rudi Von Kseenbaum          | |
| 1992 | O lume uitată în timp                         | Challenger                  | |
| 1992 | O lume uitată în timp 2                       | Challenger                  | |
| 1993 | Sunset Grill                                  | Stockton                    | |
| 1993 | Polițistul cibernetic I                       | Kessel                      | |
| 1993 | The Seventh Coin                              | Captain Galil               | |
| 1993 | Întoarcerea Fiarei 2                          | Profesor Warren             | |
| 1994 | Cruciadă în viitor                            | Bruder Parvus               | |
| 1994 | Quest for Glory IV: Shadows of Darkness       | Narator                     | Voce (joc video) |
| 1996 | Marele alb                                    | Johnny Windsor              | |
| 1996 | Ultima strigare                               | Luther                      | |
| 1996 | Aladdin și regele hoților                     | Regele hoților/Cassim       | Voce |
| 1996 | Marquis de Sade                               | Inspector Marais            | |
| 1997 | Un pisoi la Hollywood                         | Woolie Mammoth              | Voce |
| 1997 | Sport sângeros 3                              | Jacques Duvalier            | |
| 1999 | Misterul din Anzi                             | Father Claver               | |
| 1999 | Dune 2000                                     | Noree Moneo                 | Voce (Joc video) |
| 1999 | Dădaca                                        | Nigel Kent                  | |
| 2000 | Britannic                                     | Căpitanul Barrett           | |
| 2001 | Stăpânul Inelelor: Frăția Inelului            | Gimli / Glóin               | Phoenix Film Critics Society Award for Best Cast Nominalizare—Screen Actors Guild Award for Outstanding Performance by a Cast in a Motion Picture |
| 2001 | Never Say Never Mind: The Swedish Bikini Team | Hakim                       | |
| 2002 | Experiment periculos                          | Anthony Bricklin            | |
| 2002 | Stăpânul inelelor: Cele două turnuri          | Gimli / Vocea lui Treebeard | Phoenix Film Critics Society Award for Best Cast Nominalizare—Screen Actors Guild Award for Outstanding Performance by a Cast in a Motion Picture |
| 2002 | Specie periculoasă                            | Lt. de poliție Wyznowski    | |
| 2002 | Arșița                                        | Dr. Matthew Sallin          | |
| 2003 | Coronado                                      | Presidente Hugo Luis Ramos  | |
| 2003 | Freelancer                                    | Richard Winston Tobias      | Voce (joc video) |
| 2003 | Cartea Junglei 2                              | Tatăl lui Ranjan            | Voce |
| 2003 | Medalionul                                    | Cmdr. Hammerstock-Smythe    | |
| 2003 | Stăpânul Inelelor: Întoarcerea Regelui        | Gimli                       | Broadcast Film Critics Association Award for Best Cast National Board of Review Award for Best Cast Online Film Critics Society Award for Best Cast Screen Actors Guild Award for Outstanding Performance by a Cast in a Motion Picture Nominalizare—Phoenix Film Critics Society Award for Best Cast |
| 2004 | 12 zile de teroare                            | Căpitanul                   | |
| 2004 | Prințesa îndărătnică 2 - Nunta                | Viscount Mabrey             | |
| 2004 | Femeia muschetar                              | Porthos                     | |
| 2004 | The Lost Angel                                | Father Kevin                | |
| 2004 | The Privileged Planet                         | Narator                     | Documentar |
| 2004 | La vânătoare de dragoni                       | King Fastrad                | |
| 2005 | Meciul vieții                                 | Bill Jeffrey                | |
| 2005 | Chupacabra: Mări întunecate                   | Căpitan Randolph            | |
| 2005 | Singur în luptă                               | Phillippe                   | |
| 2006 | O noapte cu regele                            | Mordecai                    | |
| 2006 | The Legend of Sasquatch                       | Ranger Steve                | Voce |
| 2006 | Princess of Persia                            |                             | |
| 2007 | În numele regelui                             | Merick                      | |
| 2007 | The Ferryman                                  | The Greek                   | |
| 2007 | Catching Kringle                              | Santa                       | Voce |
| 2008 | Anaconda: Progenitura                         | Murdoch                     | |
| 2008 | Fire and Ice: Cronica Dragonilor              | Sangimel                    | |
| 2009 | Prisoners of the Sun                          | Prof. Hayden Masterton      | |
| 2009 | Anaconda 4: Drumul sângelui                   | Murdoch                     | |
| 2009 | Reclaiming the Blade                          |                             | Documentar |
| 2009 | 31 North 62 East                              | John Hammond                | |
| 2010 | Medium Raw: Night of the Wolf                 | Elliot Carbon               | |
| 2011 | KJB: The Book That Changed the World          |                             | |
| 2011 | Sophie and Sheba                              |                             | |
| 2012 | Escape                                        | Malcolm Andrews             | |
| 2012 | Beyond the Mask                               | Charles Kemp                | |
| 2013 | 100 Degrees Below Zero                        | Ralph Dillard               | |
| 2014 | Apocalypse Pompeii                            | Colonel Dillard             | |
| 2014 | Saul: The Journey to Damascus                 | Caiphas                     | |
| 2015 | În spatele măștii                             | Charles Kemp                | |

### Televiziune
| An        | Emisiune TV                                | Rol                            | Episoade / Note                                                                                          |
| --------- | ------------------------------------------ | ------------------------------ | --- |
| 1974      | Fall of Eagles                             | Zinoviev                       | |
| 1975      | The Sweeney                                | Ron Brett                      | Poppy (Sezonul 2, episodul 8)                                                                            |
| 1976      | I, Claudius                                | Macro                          | Sezonul 1, episoade 8 și 9                                                                               |
| 1977      | 1990                                       | Ivor Griffith                  | Sezonul 1, episodul 3                                                                                    |
| 1980      | Shōgun                                     | Vasco Rodrigues                | Miniserial Nominalizare—Primetime Emmy Award for Outstanding Supporting Actor in a Miniserial or a Movie |
| 1982      | CHiPs                                      | Nakura                         | Sezonul 5, episodul 27                                                                                   |
| 1982      | Ivanhoe                                    | Front-de-Boeuf                 | |
| 1983      | Reilly, Ace of Spies                       | Tanyatos                       | |
| 1984      | Robin of Sherwood                          | King Richard                   | Series 1, episodul 6 "The King's Fool"                                                                   |
| 1987      | Marjorie and the Preacher Man              | Seymour                        | Dramă de televiziune                                                                                     |
| 1988      | Noble House                                | Quillan Gornt                  | Miniserial                                                                                               |
| 1988      | War and Remembrance                        | Sammy Mutterperl               | Miniserial                                                                                               |
| 1989      | The Trial of the Incredible Hulk           | Wilson Fisk                    | Film TV                                                                                                  |
| 1991      | The Mystery of the Black Jungle            | O'Connor                       | Miniserial                                                                                               |
| 1991      | Tales from the Crypt                       | Duval                          | Sezonul 3, episodul 6                                                                                    |
| 1992      | Batman: The Animated Series                | 'Baron' Waclaw Jozek           | Sezonul 1, episodul 25                                                                                   |
| 1993–1994 | The Untouchables                           | Agent Michael Malone           | 15 episoade                                                                                              |
| 1994      | A Flintstones Christmas Carol              | Charles Brickens (Voce)        | Special TV                                                                                               |
| 1995–1997 | Sliders                                    | Prof. Maximilian Arturo        | 40 episoade                                                                                              |
| 1995      | Fantastic Four                             | Thor                           | 2 episoade; Sezonul 2, episoade 6 și 8                                                                   |
| 1996      | The Incredible Hulk                        | Thor                           | Sezonul 1, episodul 9                                                                                    |
| 1996      | Gargoyles                                  | Macbeth                        | Sezonul 1, episodul 1                                                                                    |
| 1996      | Boo to You Too! Winnie the Pooh            | Narator                        | Special TV de Halloween                                                                                  |
| 1996      | Mortal Kombat: Defenders of the Realm      | Asgarth                        | |
| 1997      | You Wish                                   | Madman Mustapha                | 3 episoade                                                                                               |
| 1997      | Star Trek: Voyager                         | Leonardo da Vinci              | 2 episoade (Scorpion și Survol)                                                                          |
| 2002      | Justice League                             | Hades                          | Sezonul 1, episoade 8 și 9                                                                               |
| 2002      | Fillmore!                                  | Lenny                          | Sezonul 1, episodul 8                                                                                    |
| 2003      | Helen of Troy                              | King Priam                     | Miniserial                                                                                               |
| 2005      | Revelations (Omnium Finis Imminet)         | Profesor Jonah Lampley         | Miniserial                                                                                               |
| 2009      | Dark Days in Monkey City                   | Narrator                       | 3 episoade                                                                                               |
| 2009      | Kröd Mändoon and the Flaming Sword of Fire | Grimshank                      | 3 episoade                                                                                               |
| 2010      | Legend of the Seeker                       | Horace                         | Sezonul 2, episodul 17                                                                                   |
| 2012      | Cronicile Heavy Metal                      | Alchimistul nemuritor Holgarth | Sezonul 2, episodul 3                                                                                    |
| 2012      | Psych                                      | Museum Curator                 | Sezonul 6, episodul 10                                                                                   |
| 2014      | Let The Season In                          | Narrator                       | Mormon Tabernacle Choir Christmas Concert Special (filmed 2013)                                          |
| 2014      | Once Upon a Time                           | Grand Pabbie                   | Voce / Sezonul 4, episoadele 1, 6, 7                                                                     |
| 2015      | Killing Jesus                              | Annas                          | |
| 2016      | The Shannara Chronicles                    | Eventine Elessedil             | Rol secundar                                                                                             |

### Jocuri video
| An   | Titlu                                | Rol                    | Note  |
| ---- | ------------------------------------ | ---------------------- | ----- |
| 1993 | Quest for Glory: Shadows of Darkness | Narator                | Voce  |
| 1998 | Dune 2000                            | Noree Moneo            | Actor |
| 2003 | Freelancer                           | Richard Winston Tobias | Voce  |
| 2015 | Lego Dimensions                      | Gimli                  | Voce  |
| 2016 | Star Citizen Squadron 42             | Graves                 | Voce  |